# Eubiodectes libanicus
Eubiodectes libanicus è un pesce osseo estinto, appartenente agli ittiodectiformi. Visse nel Cretaceo superiore (Cenomaniano, circa 100 - 95 milioni di anni fa) e i suoi resti fossili sono stati ritrovati in Libano.

## Descrizione
Questo pesce possedeva un corpo allungato e snello, soprattutto se confrontato con quello di altri ittiodectiformi. Poteva raggiungere e superare la lunghezza di 70 centimetri. Eubiodectes era caratterizzato da un muso corto dotato di forti denti aguzzi nella parte anteriore delle fauci. La premascella, in particolare, era fornita di robusti denti conici, così come il margine sinfisale della mandibola. I denti lungo la mascella erano più piccoli e uniformi, mentre quelli della mandibola erano più irregolari. L'etmopalatino era piccolo, con una faccetta articolare simile a un solco per ospitare il palatino e parte della faccetta articolare per la mascella. Le pinne pettorali erano dotate di raggi che si espandevano distalmente, e il raggio più esterno era diviso longitudinalmente. La pinna dorsale era piccola e in posizione molto arretrata; l'ultimo raggio era allungatissimo e simile a un filamento.  
Un'altra caratteristica insolita di Eubiodectes era data dalla pinna caudale, dotata di due lobi dalla lunghezza molto diversa: il lobo inferiore, infatti, era sostanzialmente più allungato di quello superiore. Erano presenti cinque uroneurali dritti, l'ultimo dei quali era dotato dell'estremità prossimale che copriva la base del paraipurale. Il secondo ipurale era molto sottile.

## Classificazione
Eubiodectes è un rappresentante degli ittiodectiformi, un gruppo di teleostei arcaici solitamente di grosse dimensioni e dalle attitudini predatorie, strettamente imparentati con gli Osteoglossiformes. In particolare, Eubiodectes sembrerebbe essere affine al genere Chirocentrites, noto per fossili europei di epoca più o meno analoga. 

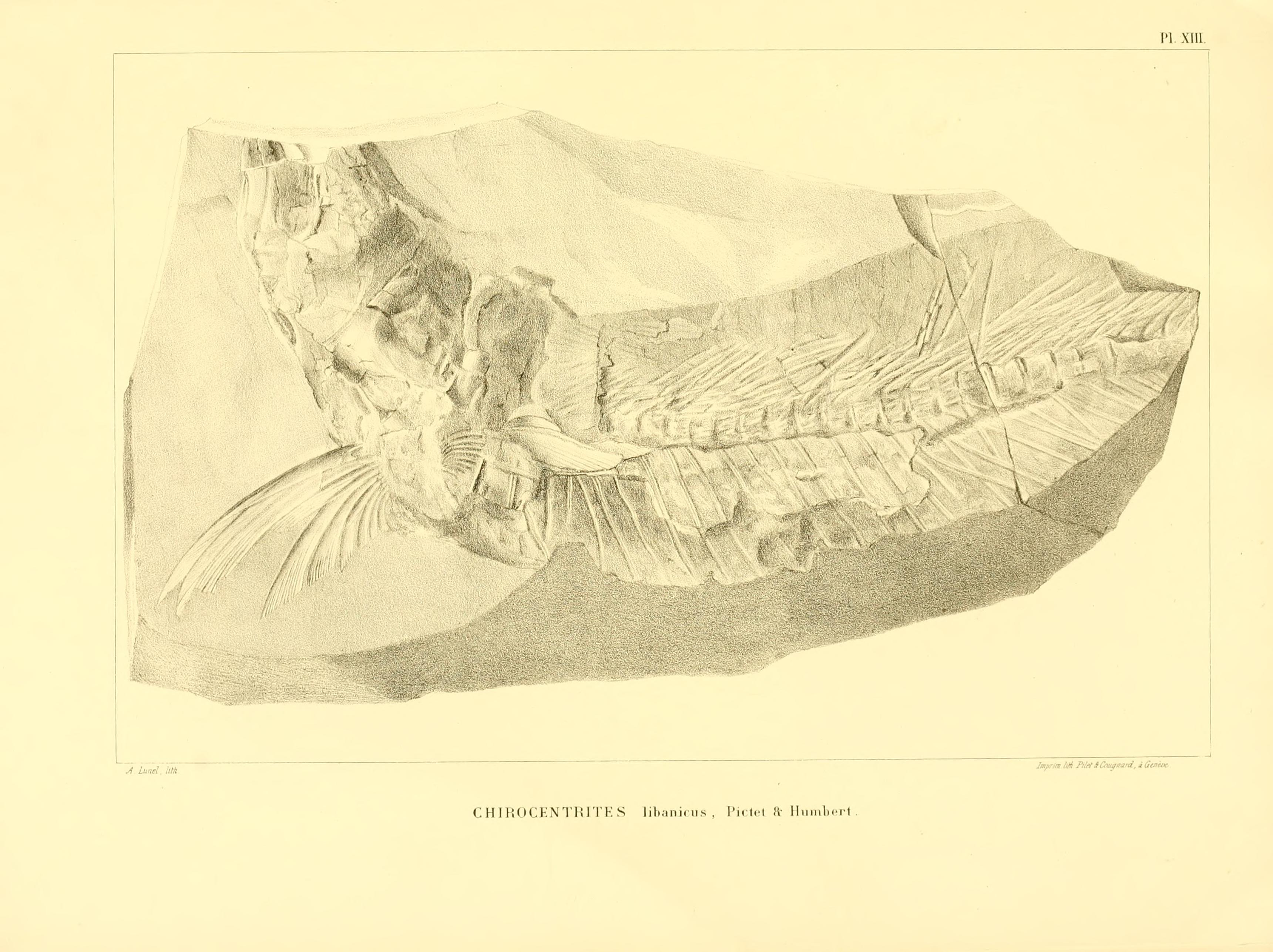
Illustrazione dell'esemplare tipo di Eubiodectes libanicus

Il genere Eubiodectes venne istituito da Hay nel 1903, per accogliere la specie Chirocentrites libanicus precedentemente descritta da Pictet e Humbert nel 1866 sulla base di un fossile mal conservato proveniente da Hakel in Libano, e risalente al Cenomaniano. Altri fossili ben più eloquenti furono trovati in altri giacimenti del Libano di età analoga.

## Paleoecologia
Eubiodectes era un vorace predatore marino, dal nuoto veloce e capace di movimenti veloci e potenti, come la maggior parte degli ittiodectiformi. Contenuti del tratto digerente sono stati ritrovati in vari esemplari di Eubiodectes e includono numerosi esemplari del piccolo teleosteo Gaudryella (fino a 14 individui nell'esemplare noto come NHMUK P62691) e dell'ellimmittiforme Armigatus (Forey et al., 2003).